# 半熟男女 (网络剧)
《半熟男女》（英語：In Between）是一部由柠萌影视出品，优酷联合出品，田曦薇、辛云来、张哲华、曾梦雪、袁文康领衔主演的中国反乌托邦爱情寓言剧。此剧改编自柳翠虎的长篇小说《这里没有善男信女》，并于2024年9月19日起在优酷生花剧场全网独播。
该剧在全球185个国家和地区的主流平台同时上线播出，包括Netflix、MOA、EYE TV、Viu、Viki，TrueID、K+、LINE TV等，是2024年出海平台同步播出最多的中国大陆都市题材剧集。

## 剧情简介
出身普通的何知南（田曦薇 饰）与富二代男友高鹏（张哲华 饰）不停地分分合合。何知南甚至还在有交往对象的情况下辗转在不同帅哥之间。

## 演员阵容
- 田曦薇 饰演 何知南
- 辛云来 饰演 瞿一芃，何知南、韩苏的前男友。
- 张哲华 饰演 高鹏，何知南的男友。
- 曾梦雪 饰演 孙涵涵，何知南的好友。
- 袁文康 饰演 周斌，律师、曾诚的丈夫。
- 侯雯元 饰演 王子路（友情主演）
- 董洁 饰演 曾诚，广告公司老总、周斌的妻子。（特邀主演）
- 陈昊森 饰演 罗玛（主演）
- 周雨彤 饰演 韩苏，律师。（特别出演）
- 許紹雄 饰演 鐘叔，韩苏香港律所的大楼管理员。
- 高海寧 饰演 胡慕寧，韩苏在香港律所的上司。
- 田依桐 饰演 莫妮卡
- 李志希 饰演 孫旭

## 电视剧原声带

### 中国大陆
| 曲序 | 曲目               | 歌手     |
| ---- | ------------------ | -------- |
| 1.   | 《唯一》（主题曲） | 告五人   |
| 2.   | 《爱人错过》       | 告五人   |
| 3.   | 《一念之间》       | 告五人   |
| 4.   | 《披星戴月的想你》 | 告五人   |
| 5.   | 《带我去找夜生活》 | 告五人   |
| 6.   | 《纸蝴蝶》         | DIOR大颖 |

## 分集
| 集數 | 標題                   |
| ---- | ---------------------- |
| 1    | 半熟男女               |
| 2    | 在遠方                 |
| 3    | 愛人錯過               |
| 4    | 愛情裡的謊言與演技     |
| 5    | CBD的秘密 & 獵物與獵手 |
| 6    | 一手好牌               |
| 7    | 終極噩夢               |
| 8    | 有糧飲水飽             |
| 9    | 活力城 & 理想型        |
| 10   | 青蛙王子               |
| 11   | 戀愛腦                 |
| 12   |                        |
| 13   | 社畜愛情               |
| 14   | 愛情買賣 & 愛我的人    |
| 15   | 我們離婚吧             |
| 16   | 我好看嗎               |
| 17   | 武器                   |
| 18   | “賢慧”女人             |
| 19   |                        |
| 20   | 人生方向盤             |
| 21   | 禁止貼貼               |
| 22   | 男友和閨蜜             |
| 23   | 小可人ㄦ               |
| 24   | 國王的遺願             |
| 25   | 觸不到的戀人           |
| 26   | 愛情投資               |
| 27   | 終章                   |

## 制作
- 2023年4月23日剧组低调开机[2]，同年8月7日正式杀青[4]。